# Cryptachaea canionis
Cryptachaea canionis là một loài nhện trong họ Theridiidae.
Loài này thuộc chi Cryptachaea. Cryptachaea canionis được Ralph Vary Chamberlin & Willis J. Gertsch miêu tả năm 1929.